# Lake Wisconsin
Lake Wisconsin é uma Região censo-designada localizada no estado norte-americano de Wisconsin, no Condado de Columbia e Condado de Sauk.

## Demografia
Segundo o censo norte-americano de 2000, a sua população era de 3493 habitantes.

## Geografia
De acordo com o United States Census Bureau tem uma área de
56,0 km², dos quais 32,8 km² cobertos por terra e 23,2 km² cobertos por água.

## Localidades na vizinhança
O diagrama seguinte representa as localidades num raio de 16 km ao redor de Lake Wisconsin.